# 今里筋

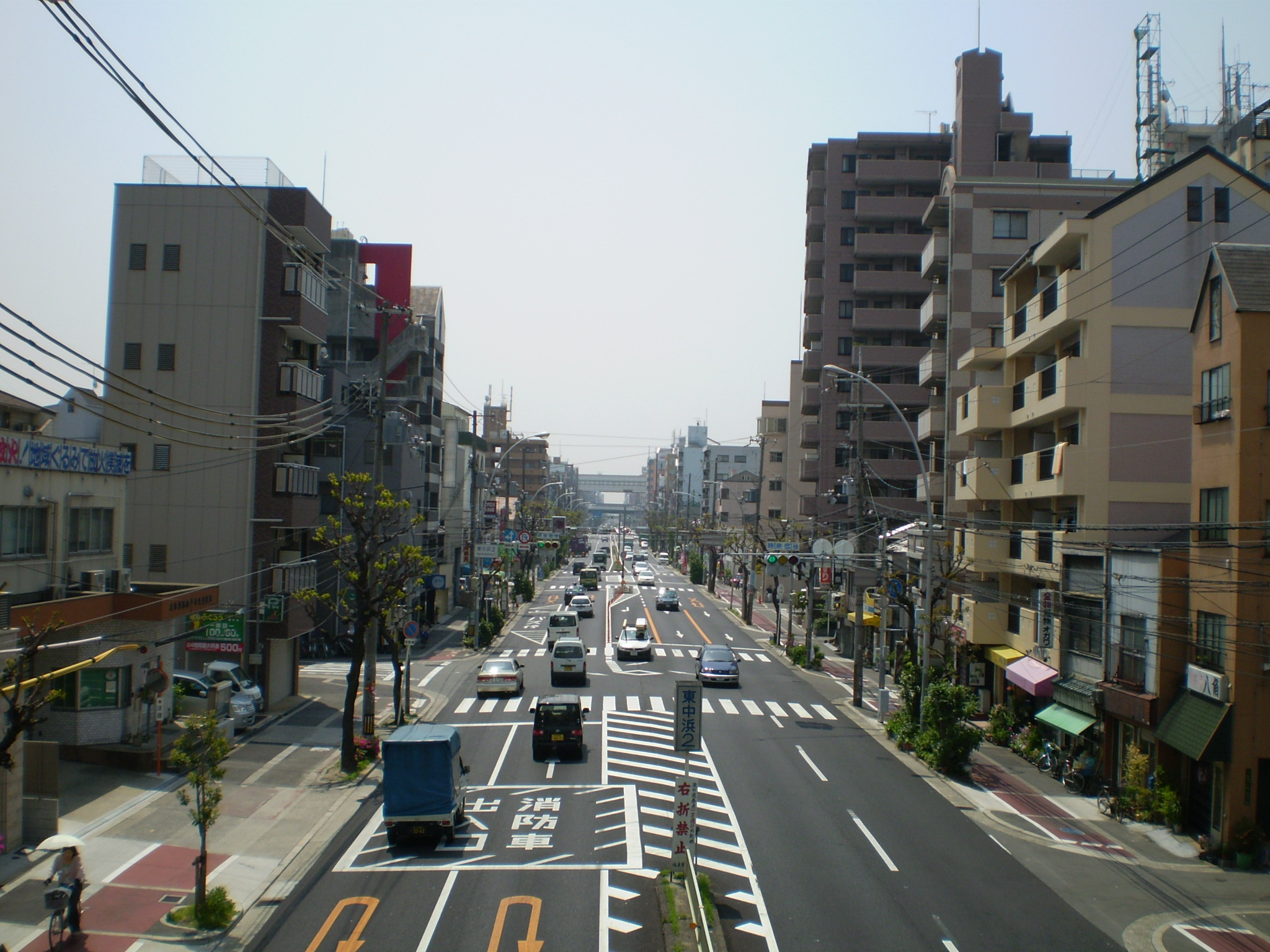
城東区東中浜付近

今里筋（いまざとすじ）とは、大阪府大阪市の東部を南北に走る主要地方道の愛称である。南端部を除くほぼ全線が大阪市道大阪環状線の一部を、全線が都市計画道路森小路大和川線の一部を構成する。将来的には大阪橋本道路との直結が構想されている。

## 概要
区間
蒲生4交差点（大阪市城東区）から湯里6交差点（東住吉区）までを繋ぐ全長約10.2kmで、大阪市道大阪環状線の一部に当たる。全線に亘って片側2車線の計4車線道路だが、今里交差点（東成区）から杭全交差点（東住吉区）は片側3車線の計6車線道路になっている。
著名渋滞交差点
幹線道路が五叉路を形成している今里交差点や杭全交差点、国道1号と交差している蒲生4交差点では頻繁に渋滞が発生する。
公共交通機関
- 1957年には蒲生4交差点から今里交差点間で、1958年には今里交差点から大池橋交差点（生野区）間で、1961年は大池橋交差点から杭全交差点間でトロリーバスの運行が始まったが、わずか10数年後の1970年に廃止された。
- その後は大阪市営バスが継承され、一時期は大阪市東部を南北に縦断する重要なバス路線として杭全交差点以北では都市新バスシステムが導入された。その後、渋滞の影響を受けない交通機関として、2006年12月に大阪市営地下鉄今里筋線（現：Osaka Metro今里筋線）が、今里交差点以北で開業する。しかし、採算性等の問題から今里駅から湯里六丁目駅の延伸区間の着工が凍結され、今里交差点以南ではBRTのいまざとライナーをはじめ、現在でもバスの運行本数が多い。

## 沿線情報
城東区
- Osaka Metro長堀鶴見緑地線・今里筋線蒲生四丁目駅
- タカラスタンダード本社・大阪工場
- JR西日本学研都市線・今里筋線鴫野駅
- コノミヤ
- 南鴫野商店街

東成区
- Osaka Metro中央線・今里筋線緑橋駅
- 大阪市消防局東成消防署
- Osaka Metro千日前線・今里筋線今里駅
- 大阪市立東成図書館
- 大阪市立今里休日急病診療所

生野区
- 大阪市消防局生野消防署
- 大阪市立生野南小学校

東住吉区
- 大阪市中央卸売市場東部市場
- JR貨物百済駅
- JR西日本大和路線東部市場前駅
- 東住吉郵便局
- 大阪市立中野休日急病診療所
- 大阪市立中野中学校
- サンヴァリエ針中野
- 大阪総合保育大学短期大学部

## 電線類地中化
今里筋の電線類地中化の区間は南部の湯里東交差点 - 湯里6交差点である。この区間は歩道の舗装状態も良い。

## 接続するおもな道

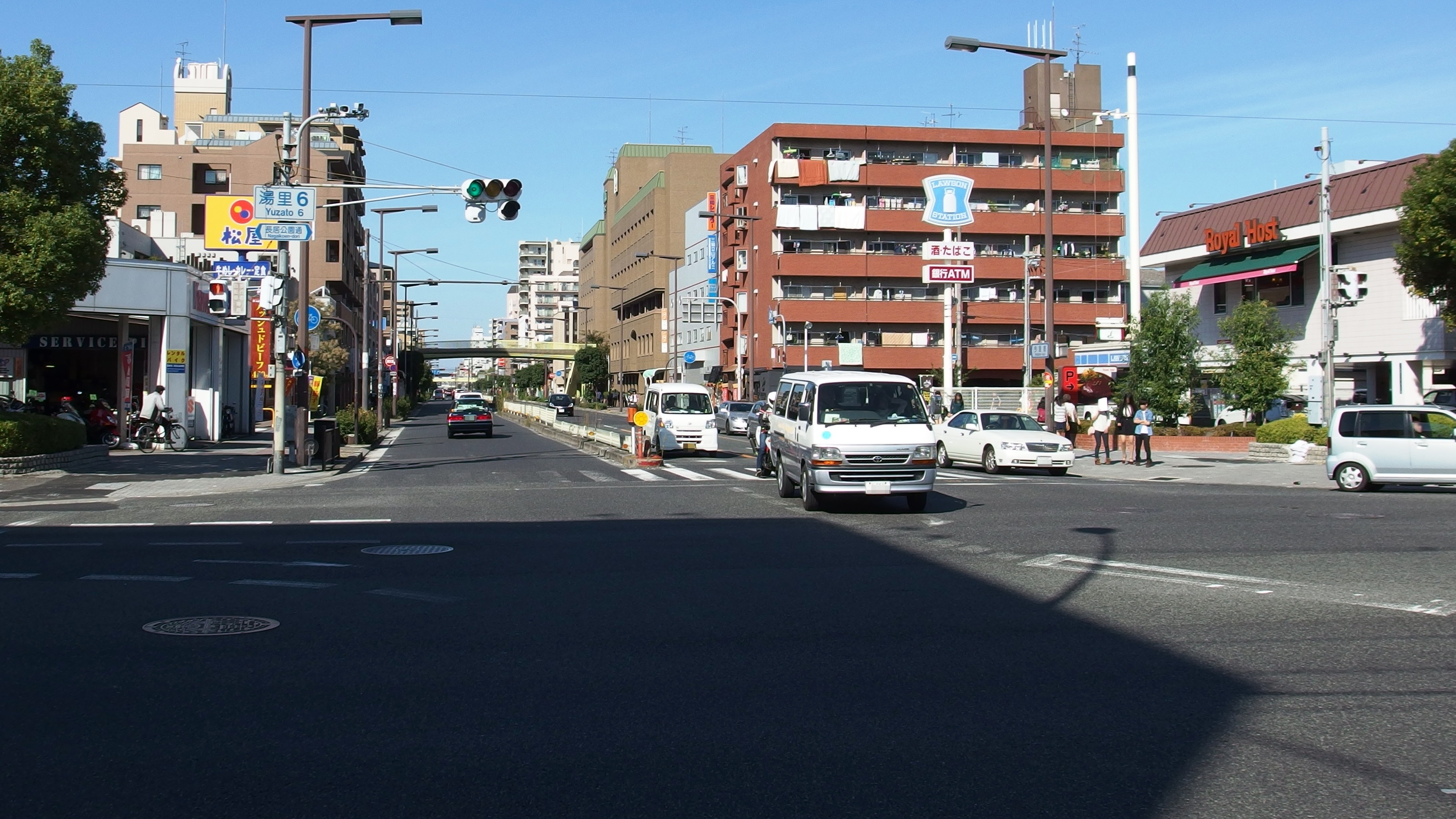
終点の湯里6交差点

| 接続する道路 西← ＜今里筋＞ →東          | 接続する道路 西← ＜今里筋＞ →東          | 交差点  | 交差点 | 交差点   |
| ---------------------------------------- | ---------------------------------------- | ------- | ------ | -------- |
| 国道1号 ※重複=R163（京都、関目方面）     |                                          |         |        |          |
| 国道1号 ※重複=R163                       | ＜鶴見通＞ 府道8号大阪生駒線             | 蒲生4   | 大阪市 | 城東区   |
| ＜城見通＞ 都計片町徳庵線                | 都計片町徳庵線                           | 鴫野東2 | 大阪市 | 城東区   |
| ＜中央大通＞ 大阪市道築港深江線          | ＜中央大通＞ 大阪市道築港深江線          | 緑橋    | 大阪市 | 東成区   |
| ＜長堀通＞ 国道308号 ※重複=r173          | ＜千日前通＞ 国道308号 ※重複=r702        | 今里    | 大阪市 | 東成区   |
| ＜千日前通＞ 府道702号大阪枚岡奈良線     | ＜千日前通＞ 国道308号 ※重複=r702        | 今里    | 大阪市 | 東成区   |
| ＜勝山通＞ 市道四天王寺巽線              | ＜勝山通＞ 府道173号大阪八尾線           | 大池橋  | 大阪市 | 生野区   |
| 国道25号 ※重複=R165                      | 国道25号 ※重複=R165                      | 杭全    | 大阪市 | 東住吉区 |
| 都計津守阿倍野線                         | 国道25号 ※重複=R165                      | 杭全    | 大阪市 | 東住吉区 |
| ＜松虫通＞ 都計木津川平野線              | ＜松虫通＞ 都計木津川平野線              | 今川2   | 大阪市 | 東住吉区 |
| ＜南港通＞ 府道5号大阪港八尾線           | ＜南港通＞ 府道5号大阪港八尾線           | 中野町  | 大阪市 | 東住吉区 |
| ＜長居公園通＞ 国道479号（大阪内環状線） | ＜長居公園通＞ 国道479号（大阪内環状線） | 湯里6   | 大阪市 | 東住吉区 |
| 都計森小路大和川線 （住道矢田方面）      |                                          |         |        |          |

## 備考
大阪国際女子マラソンなどの長居陸上競技場を発着地とするマラソンでは生野区の大池橋交差点以南がコースとして用いられることが多い。